# AWA British Empire Heavyweight Championship
AWA British Empire Heavyweight Championship o Campeonato Peso pesado del Imperio Británico fue un campeonato de lucha libre profesional perteneciente a la American Wrestling Association, de nivel medio de corta duración. Principalmente el título era defendido en Canadá, en los Reinos de la Mancomunidad, de ahí el nombre de Imperio Británico.

## Lista de campeones
| Luchador:               | Reinado N°: | Derrotó a:              | Fecha:                  | Días: | Ubicación:         |
| ----------------------- | ----------- | ----------------------- | ----------------------- | ----- | ------------------ |
| Billy Red Lyons         | 1           | N/A                     | 1969                    | N/A   | N/A                |
| Billy Robinson          | 1           | es nombrado campeón     | N/A                     | N/A   | Inglaterra         |
| Angelo Mosca            | 1           | Billy Robinson          | 10 de marzo de 1978     | 69    | Winnipeg, Manitoba |
| Billy Robinson          | 2           | Angelo Mosca            | 18 de mayo de 1978      | 525   | Winnipeg, Manitoba |
| Super Destroyer Mark II | 1           | Billy Robinson          | 25 de octubre de 1979   | 18    | Winnipeg, Manitoba |
| Billy Robinson          | 3           | Super Destroyer Mark II | 12 de noviembre de 1979 | N/A   | Winnipeg, Manitoba |
| Abandonado              | N/A         | N/A                     | N/A                     | N/A   | N/A                |

## Mayor cantidad de reinados
- 3 veces: Billy Robinson

## Datos interesantes
- Reinado más largo:
- Reinado más corto:
- Campeón más viejo:
- Campeón más joven:
- Campeón más pesado: Angelo Mosca, 310 libras (141 kg).
- Campeón más liviano: Billy Robinson y Billy Red Lyons, 240 libras (109 kg).